# Draaigatjes
Draaigatjes (Tapinoma) zijn een geslacht van mierensoorten die behoort tot de onderfamilie der geurmieren, waarvan een aantal ook in Nederland voorkomt. Diverse soorten worden als invasieve soort door de mens ervaren als plaaginsecten. Kolonies kunnen bij die soorten uitgroeien tot superkolonies. In Nederland zijn kolonies van draaigatjes soms honderden meters lang.
Invasieve mieren in het algemeen zijn doorgaans schadelijk voor inheemse diersoorten. In woongebieden brengen zij bovendien schade toe aan bestrating en gebouwen en in de landbouw aan gewassen. Op zoek naar voedsel kunnen ze met honderden tegelijk de woning binnendringen.
Opvallend is dat het draaigatje dominant is over de wereldwijd zeer invasieve Argentijnse mier. Ze gaan hun vijanden te lijf met een mengsel van ketonen en dialdehydes, die op de tegenstander gespoten polymeriseren tot een stof die zeer giftig is voor andere mierensoorten.

## Benaming
De benaming draaigatje komt van de door de mier toegepaste manier van verdedigen. Bij gevaar draaien ze hun achterwerk omhoog en bewegen dit heen en weer. Ze lopen dan wat schokkerig. Als ze een vijand tegenkomen bijten ze eerst, draaien dan hun gatje naar het wondje en spuiten er een irriterend stofje in.

## Tapinoma nigerrimum-complex
Tot 2017 werd een aantal zeer nauw verwante mediterrane soorten gedetermineerd als Tapinoma nigerrimum. Thans is deze soort taxonomisch opgesplitst in vier aparte soorten, alle afkomstig uit het westelijke Middellandse Zeegebied. Tezamen worden ze het Tapinoma nigerrimum-complex genoemd.
Het complex bestaat uit:
- Tapinoma nigerrimum (Mediterraan draaigatje)
- Tapinoma darioi (Mediterraan kustdraaigatje)
- Tapinoma ibericum (Iberisch draaigatje)
- Tapinoma magnum (Westmediterraan draaigatje)

Soorten die eerder als Tapinoma nigerrimum werden gedetermineerd behoren achteraf gezien waarschijnlijk allemaal tot een andere soort van het complex. Zo blijkt Tapinoma nigerrimum volgens de kennis van 2017 niet eens in Midden- en West-Europa voor te komen. Van de vier blijkt Tapinoma magnum verreweg het meest wijdverbreid en schadelijk invasief te zijn, inclusief in Nederland, België en Duitsland. T. magnum blijkt als mediterrane soort bovendien opmerkelijk vorstbestendig te zijn. In Duitsland overleefden ze een vorstperiode tot -15 °C en bleven ze midden in de winter actief bij temperaturen tussen 8 en 12 graden. De soort is schadelijk omdat zij bijvoorbeeld schildluizen beschermt tegen hun natuurlijke vijanden.

## In Nederland en/of België voorkomende soorten
In Nederland zijn zes soorten draaigatjes bekend. Twee soorten zijn inheems en komen voor op heidevelden en schraal begroeide terreinen in het midden, oosten een zuidoosten van Nederland. Het zijn het mergeldraaigatje en het heidedraaigatje. Het spookdraaigatje is een zeer kleine exotische soort die sinds het begin van de 20ste eeuw, alleen binnen, wordt aangetroffen.

## Invasieve soorten
Kolonies van een aantal Tapinoma-soorten kunnen uitgroeien tot superkolonies, zoals bijvoorbeeld is aangetoond voor de soort Tapinoma sessile en het Tapinoma nigerrimum-complex.
In 2009 werd het draaigatje voor het eerst in Duitsland waargenomen en in 2014 in België. In 2013 werd in Wageningen een grote kolonie van het Tapinoma nigerrimum-complex
aangetroffen, waarschijnlijk van T. magnum. Van 2013 tot 2015 breidde de kolonie zich explosief uit. De soorten zijn hyperpolygien, met zeer veel eierleggende koninginnen per nest. In de periode 1987-1999 was vanuit Spijkenisse al overlast van een mierensoort gemeld die destijds als de niet-invasieve soort T. erraticum werd gedetermineerd, maar achteraf waarschijnlijk tot een andere soort draaigatje kan worden gerekend. In 2020 bleek in precies dezelfde straat in Spijkenisse nog steeds overlast te zijn van waarschijnlijk dezelfde kolonie. Landelijk was het aantal populaties toen al in één jaar meer dan verdubbeld van 8 naar 18. Hiertoe behoren onder meer Rotterdam, Alphen, Nieuwveen, Tiel en het Achterhoekse dorp Ulft.

## Bestrijding
Bestrijding van de kolonies is zeer kostbaar en kan tienduizenden euro kosten. Bij inzetten van gif is de kans groot dat de kolonie zich aan de randen juist extra sterk uitbreidt. De gehele kolonie dient in één keer te worden aangepakt.

## Lijst van soorten in Nederland en/of België
Zie voor de hele soortenlijst Tapinoma.
- Tapinoma darioi (mediterraan kustdraaigatje)
- Tapinoma erraticum (mergeldraaigatje)
- Tapinoma ibericum (Iberisch draaigatje)[2]
- Tapinoma magnum (Westmediterraan draaigatje)[1][2]
- Tapinoma pygmaeum (dwergdraaigatje)[2]
- Tapinoma subboreale (heidedraaigatje)

## Soorten
- T. aberrans

Tapinoma aberrans Santschi (Santschi, 1911)
- T. acuminatum Forel, 1907
- T. albinase (Forel, 1910)
- T. albomaculatum (Karavaiev, 1926)
- T. amazone Wheeler, W.M., 1934
- T. andamanense Forel, 1903
- T. annandalei (Wheeler, W.M., 1928)
- T. antarcticum Forel, 1904
- T. arnoldi Forel, 1913
- T. atriceps Emery, 1888
- T. carininotum Weber, 1943
- T. chiaromontei Menozzi, 1930
- T. christophi Emery, 1925
- T. danitschi Forel, 1915
- T. darioi
- T. demissum Bolton, 1995
- T. emeryanum Kuznetsov-Ugamsky, 1927
- T. emeryi (Ashmead, 1905)
- T. epinotale Karavaiev, 1935
- T. erraticum

Mergeldraaigatje (Latreille, 1798)
- T. festae Emery, 1925
- T. flavidum André, 1892
- T. fragile Smith, F., 1876
- T. funiculare Santschi, 1928
- T. geei Wheeler, W.M., 1927
- T. gibbosum Stitz, 1933
- T. glaucum (Viehmeyer, 1916)
- T. heyeri Forel, 1902
- T. ibericum
- T. indicum Forel, 1895
- T. israele Forel, 1904
- T. karavaievi Emery, 1925
- T. kinburni Karavaiev, 1937
- T. krakatauae (Wheeler, W.M., 1924)
- T. latifrons (Karavaiev, 1933)
- T. litorale Wheeler, W.M., 1905
- T. luffae (Kurian, 1955)
- T. lugubre Santschi, 1917
- T. luridum Emery, 1908
- T. luteum (Emery, 1895)
- T. madeirense Forel, 1895
- Tapinoma magnum

Westmediterraan draaigatje (Mayr, 1861)
- T. melanocephalum

Spookdraaigatje (Fabricius, 1793)
- T. minimum Mayr, 1895
- T. minor Bernard, 1945
- T. minutum Mayr, 1862
- T. modestum Santschi, 1932
- T. muelleri Karavaiev, 1926
- T. nigerrimum

Mediterraan draaigatje Nylander, 1856
- T. opacum Wheeler, W.M. & Mann, 1914
- T. orthocephalum Stitz, 1934
- T. panamense Wheeler, W.M., 1934
- T. philippinense Donisthorpe, 1942
- T. pomone Donisthorpe, 1947
- T. pygmaeum (Dufour, 1857)
- T. ramulorum Emery, 1896
- T. rasenum Smith, D.R. & Lavigne, 1973
- T. rectinotum Wheeler, W.M., 1927
- T. schreiberi Hamm, 2010
- T. schultzei (Forel, 1910)
- T. sessile

Huisdraaigatje (Say, 1836)
- T. silvestrii Wheeler, W.M., 1928
- T. simrothi Krausse, 1911
- T. sinense Emery, 1925
- T. subboreale

Heidedraaigatje Seifert, 2012
- T. subtile Santschi, 1911
- T. wheeleri (Mann, 1935)
- T. wilsoni Sharaf & Aldawood, 2012
- T. williamsi (Wheeler, W.M., 1935)
- T. wroughtonii Forel, 1904